# Закон біогенної міграції атомів
Закон біогенної міграції атомів, відкритий В. І. Вернадським (англ. law of atom biogenetic migration, нім. Gesetz der biogenen Atomwanderung, рос. закон биогенной миграции атомов В.И. Вернадского) — закономірність, згідно з якою міграція хімічних елементів на земній поверхні і в біосфері в цілому здійснюється або при безпосередній участі живої речовини (біогенна міграція), або ж відбувається в середовищі, геохімічні властивості якого (О2, СО2, Н2 та ін.) зумовлені живою речовиною, як тією, що нині є в біосфері, так й тією, яка була на Землі протягом усієї геологічної історії.